# Hirtodrosophila trapezina
Hirtodrosophila trapezina är en tvåvingeart som beskrevs av Oswald Duda 1923. Hirtodrosophila trapezina ingår i släktet Hirtodrosophila och familjen daggflugor.
Artens utbredningsområde är Taiwan. Inga underarter finns listade i Catalogue of Life.